# Hochabrunn
Hochabrunn ist ein Ortsteil der Stadt Waldmünchen im Landkreis Cham des Regierungsbezirks Oberpfalz im Freistaat Bayern.

## Geografie
Hochabrunn liegt auf dem Osthang des 637 Meter hohen Blauberges, 1 Kilometer südlich der Staatsstraße 2400, 3 Kilometer südwestlich von Waldmünchen und 6 Kilometer südwestlich der tschechischen Grenze.

## Geschichte
Hochabrunn (auch: Hohenprunn, Hohenbrun, Hohenbrunn, Hochenprun, Hochaprun) wurde bereits im Herzogsurbar des Wittelsbacher Heinrich XIII. aus dem Jahr 1301 erwähnt.
1563 hatte Hochabrunn 4 Mannschaften. 1588 gab es in Hochabrunn 2 Höfe, 2 Güter, 1½ Sölden. 1622 wurden dort 6 Mannschaften genannt. 1630 verzeichnete Hochabrunn 2 Höfe, 2 Güter, 1 Sölde, 1 Häusler. 1808 hatte die Ortschaft 6 Anwesen, einen Weber und ein Hüthaus.
1808 wurde die Verordnung über das allgemeine Steuerprovisorium erlassen. Mit ihr wurde das Steuerwesen in Bayern neu geordnet und es wurden Steuerdistrikte gebildet. Dabei kam Hochabrunn zum Steuerdistrikt Machtesberg. Der Steuerdistrikt Machtesberg bestand aus den Dörfern Machtesberg, Englmannsbrunn, Grub, Hochabrunn, Moosdorf und Prosdorf.
1820 wurden im Landgericht Waldmünchen Ruralgemeinden gebildet. Dabei kam Hochabrunn zur Ruralgemeinde Englmannsbrunn. Zur Ruralgemeinde Englmannsbrunn gehörte neben Englmannsbrunn mit 12 Familien das Dorf Hochabrunn mit 12 Familien. Bereits 1836 wurde geplant, Englmannsbrunn zusammen mit Hochabrunn nach Ast einzugemeinden. Dieser Plan wurde jedoch erst 1945 ausgeführt. 1972 wurde die Gemeinde Ast in die Stadt Waldmünchen eingegliedert.
Hochabrunn gehört zur Pfarrei Ast. 1997 hatte Hochabrunn 41 Katholiken.

## Einwohnerentwicklung ab 1820
| Jahr | Einwohner   | Gebäude |
| ---- | ----------- | ------- |
| 1820 | 12 Familien | k. A.   |
| 1838 | 85          | 7       |
| 1864 | 60          | 18      |
| 1875 | 49          | 32      |
| 1885 | 45          | 7       |
| 1900 | 48          | 7       |
| 1913 | 38          | 7       |

| Jahr | Einwohner | Gebäude |
| ---- | --------- | ------- |
| 1925 | 40        | 6       |
| 1950 | 55        | 7       |
| 1961 | 50        | 8       |
| 1970 | 46        | k. A.   |
| 1987 | 39        | 9       |
| 2011 | 47        | k. A.   |